# Airaphilus kaszabi
Airaphilus kaszabi là một loài bọ cánh cứng trong họ Silvanidae. Loài này được Ratti miêu tả khoa học năm 1971.